# VRLA baterija
VRLA baterija, vrsta olovne baterije s kiselinom. VRLA je kratica od engleskog Valve Regulated Lead-Acid, na hrvatskom "Ventilom regulirana olovo-kiselina". Ventil služi za kontrolu tlaka da bi se sigurno odveli eventualni plinovi.
Ove su baterije potpuno zatvorene odnosno zapečaćene. 
Jedini izlaz je na mjestu sigurnosnog ventila koji je namijenjen oslobađanju plinova u havarijskim uvjetima punjenja (prekomjerno punjenje, kvar članka). Zatvorene baterije se razlikuju od otvorenih olovnih baterija po tome što se ovdje rekombinira plinove tijekom kraja punjenja unutar kućišta baterije zato što nemaju kamo izaći. Pri rekombiniranju se oslobađa termički pobjeg zatvorene baterije. Ova pojava se ne zbiva kod klasičnih otvorenih olovnih baterija s tekućim elektrolitom. Kod GEL VRLA baterije (elektrolit je gel) ne događa se pojava stratifikacije ploča, pojave gdje se zbog nejednake smjese jedan dio ploče korodira a drugi sulfatizira. VRLA baterije ne traže održavanje tijekom vijeka trajanja.

## Vrste
VRLA baterije mogu biti triju vrsta: mokri, AGM (Absorbent Glass Mat, hrv. upijajući stakleni tapet) i s gelom. Današnje dvije najvažnije izvedbe olovnih baterija su AGM i GEL.

### Upijajući stakleni tapet (AGM)
AGM-ovski imaju masu s mikrostaklenim vlaknima između olovnih ploča akumulatora u kojoj je kompletna kiselina. Izvedba je takva da vlakna upiju svu kiselinu i još im ostane mogućnosti za upiti dodatne kiseline, odnosno vlakna nisu zasićena. Vlakna su separatori. Zbog učinka kapilarnosti upijeni elektrolit ne istječe niti kad se akumulator okrene naglavce. Ove baterije odnosno akumulatori traju 10 godina. Bolji su od klasičnih mokrih akumulatora je u tome što im položaj ne mijenja operabilnost, otporniji su na vibracije, većeg su kapaciteta zbog povećana postotka olova u pločama što je posljedica sendvičaste izvebe, do 1,5 puta su veće specifične snage, ne treba dolijevati vodu, dobro rade i na niskim temperaturama (i ispod -18°C) i brzo se pune i prazne zbog mala unutarnjeg otpora. Slabost im je što su skuplji, ne trpe prepunjenje a ako se želi produžiti vijek, ne smije ih se prazniti iznad 50% u odnosu na 80% kod običnih mokrih akumulatora. 
AGM u odnosu GEL mogu više kratkotrajno dati visoke struje (struje starta zahtjevnih trošila).

### GEL
Kod ove vrste elektrolit je u obliku gela. VRLA GEL baterije traju još duže od običnih VRLA baterija. Imaju najbolji dubinski ciklus pražnjenja što pogoduju dužem vijeku trajanja. Zbog visoke čistoće materijala GEL i AGM baterije imaju osobito nizak prag samopražnjenja pa se isprazne tijekom dugog razdoblja bez punjenja. GEL VRLA baterija robusnija je i malo dugovječnija od AGM VRLA baterije te nudi veći broj ciklusa pražnjenja. Brzina samopražnjenja GEL baterije je 2% kapaciteta za mjesec dana pri 20 stupnjeva Celzijusa. Dubina pražnjenja baterije i broj ciklusa pražnjenja utječu na životni vijek baterije. Kod GEL-a vrijedi ako se povuče 30% nazivnog kapaciteta, izdržat će 1300 ciklusa, kod 50% pada na 600 ciklusa, a pražnjenjem do kraja pada na 300 ciklusa dubokog pražnjenja. Iz toga proizlazi da radi dugovječnosti baterije treba pliće prazniti, a za to postići potrebno je povećati kapacitet baterijske banke koja će potrebe zadovoljiti plićim pražnjenjem.